# Diadasia

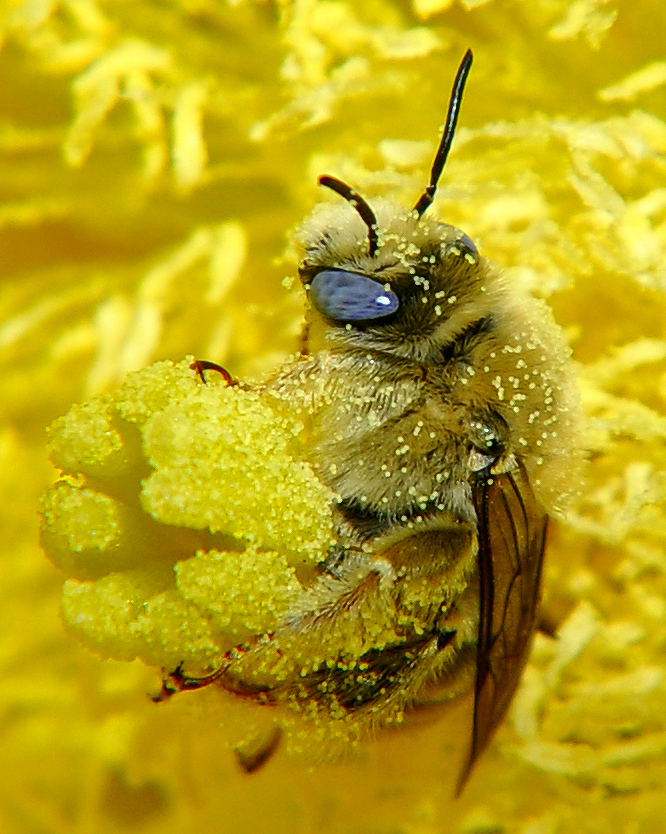
Diadasia en flor de Cactaceae

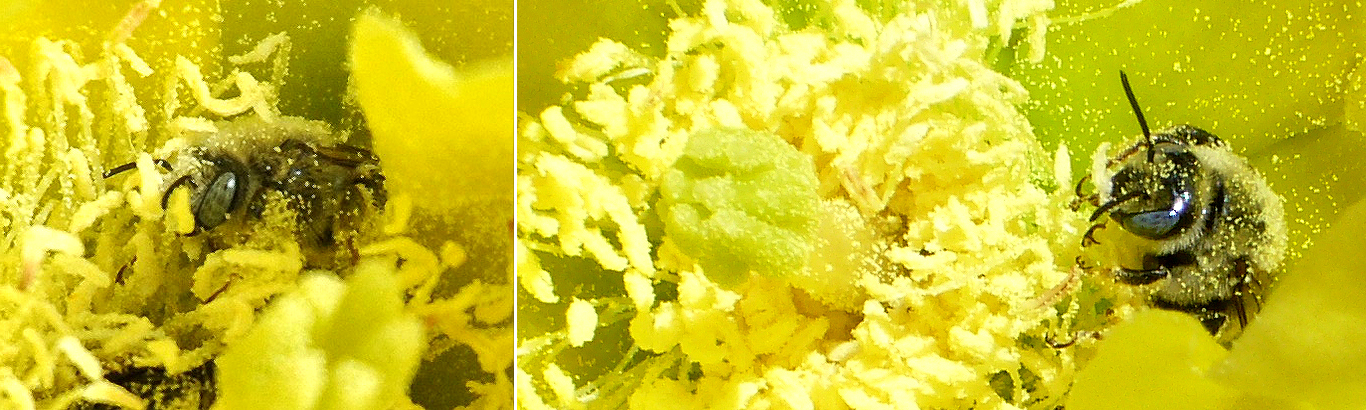
Diadasia en flor de Opuntia engelmannii

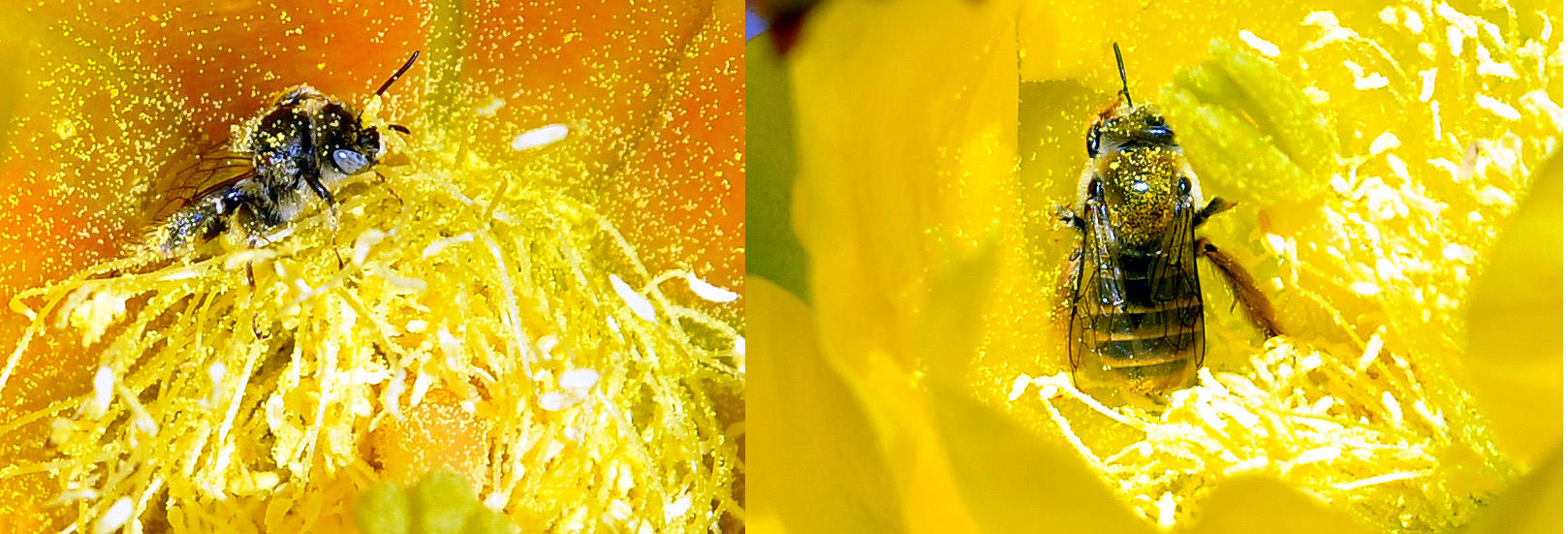
Diadasia en Opuntia engelmannii, desierto de Mojave

Diadasia es un género de abejas de la familia Apidae de la tribu Emphorini. Las especies de Diadasia son oligolécticas, especializadas en un número relativamente pequeño de especies de plantas. Sus huéspedes incluyen asteráceas, campánulas, cactos, malvas y onagráceas si bien las malvas son las más comunes y posiblemente sean los huéspedes ancestrales del género.
En el desierto de Sonora, Diadasia rinconis es considerada la "abeja de los cactos" ya que se alimenta de un número de este tipo de plantas. Su ciclo vital funciona de acuerdo al florecimiento de los cactos.
Son de distribución en los Estados Unidos y una sola especie llega a Canadá. Hacen sus nidos en el suelo.

## Especies
Has 42 species en tres subgéneros en el género Diadasia.
- Diadasia afflicta (Cresson, 1878)
- Diadasia afflictula Cockerell, 1910
- Diadasia albovestita Provancher, 1896
- Diadasia andina (Holmberg, 1903)
- Diadasia angusticeps Timberlake, 1939
- Diadasia australis (Cresson, 1878)
- Diadasia baeri (Vachal, 1904)
- Diadasia baraderensis (Holmberg, 1903)
- Diadasia bituberculata (Cresson, 1878)
- Diadasia bosqi (Moure, 1947)
- Diadasia chilensis (Spinola, 1851)
- Diadasia consociata Timberlake, 1939
- Diadasia diminuta (Cresson, 1878)
- Diadasia distinguenda (Spinola, 1851)
- Diadasia enavata (Cresson, 1872)
- Diadasia friesei Cockerell, 1898
- Diadasia hirta (Jörgensen, 1912)
- Diadasia knabiana Cockerell, 1917
- Diadasia laticauda Cockerell, 1905
- Diadasia lutzi Cockerell, 1924
- Diadasia lynchii (Brèthes, 1910)
- Diadasia martialis Timberlake, 1940
- Diadasia megamorpha Cockerell, 1898
- Diadasia mendozana (Brèthes, 1910)
- Diadasia mexicana Timberlake, 1956
- Diadasia nigrifrons (Cresson, 1878)
- Diadasia nitidifrons Cockerell, 1905
- Diadasia ochracea (Cockerell, 1903)
- Diadasia olivacea (Cresson, 1878)
- Diadasia opuntiae Cockerell, 1901
- Diadasia palmarum Timberlake, 1940
- Diadasia patagonica (Brèthes, 1910)
- Diadasia pereyrae (Holmberg, 1903)
- Diadasia piercei Cockerell, 1911
- Diadasia rinconis Cockerell, 1897
- Diadasia ruficruris (Vachal, 1909)
- Diadasia sphaeralcearum Cockerell, 1905
- Diadasia toluca (Cresson, 1878)
- Diadasia tropicalis (Cockerell, 1918)
- Diadasia tuberculifrons Timberlake, 1939
- Diadasia vallicola Timberlake, 1940
- Diadasia willineri (Moure, 1947)